# Nucras boulengeri
Espèce
Synonymes
- Nucras emini Boulenger, 1907
- Nucras kilosae Loveridge, 1922

Nucras boulengeri est une espèce de sauriens de la famille des Lacertidae.

## Répartition
Cette espèce se rencontre au Kenya, en Ouganda, en Tanzanie et en Zambie.

## Liste des sous-espèces
Selon The Reptile Database (30 janvier 2013) :
- Nucras boulengeri boulengeri Neumann, 1900
- Nucras boulengeri kilosae Loveridge, 1922

## Description
Nucras boulengeri a la face dorsale brunâtre et la face ventrale blanc bleuté.

## Étymologie
Cette espèce est nommée en l'honneur de George Albert Boulenger.

## Publications originales
- Loveridge, 1922 : New reptiles from Tanganyika Territory. Proceedings of the Zoological Society of London, vol. 1922, p. 313-315 (texte intégral).
- Neumann, 1900 : Description of a new lizard of the genus Nucras from Usoga, British East Africa. Annals and Magazine of Natural History, ser. 7, vol. 5, p. 56 (texte intégral).